# Kinsauer Zahnradbahn
| Zahnradlokomotive 3379 mit zwei Güterwagen auf dem Zahnstangenabschnitt (1909) |                                    |                         |                      |
| Streckenlänge: | 3,5 km                             |                         |                      |
| Spurweite: | 1435 mm (Normalspur)               |                         |                      |
| Maximale Neigung: | Adhäsion 29 ‰ Zahnstange 150 ‰     |                         |                      |
| Zahnstangensystem: | Riggenbach                         |                         |                      |
| Streckengeschwindigkeit: | Adhäsion 10 km/h Zahnstange 6 km/h |                         |                      |
| |                                    |                         |                      |
| \| \| \| von Landsberg (Lech) \| \| \| \| 0,000 \| Kinsau (Anst, ehem. Bf) \| 713 m \| \| \| \| nach Schongau \| \| \| \| 1,700 \| Rangierbahnhof \| Rangierbahnhof \| \| \| 2,612 \| Beginn Zahnstange \| Beginn Zahnstange \| \| \| 2,996 \| Ende Zahnstange \| Ende Zahnstange \| \| \| 3,500 \| Holzstofffabrik \| 638 m \| \| \| \| \| \| \| Quellen: [1][2][3][4] \| \| \| \| |                                    |                         |                      |
| Strecke |                                    | von Landsberg (Lech)    | von Landsberg (Lech) |
| Blockstelle | 0,000                              | Kinsau (Anst, ehem. Bf) | 713 m                |
| Abzweig ehemals geradeaus und nach rechts |                                    | nach Schongau           | nach Schongau        |
| Dienststation / Betriebs- oder Güterbahnhof (Strecke außer Betrieb) | 1,700                              | Rangierbahnhof          | Rangierbahnhof       |
| | 2,612                              | Beginn Zahnstange       | Beginn Zahnstange    |
| | 2,996                              | Ende Zahnstange         | Ende Zahnstange      |
| Betriebs-/Güterbahnhof Streckenende (Strecke außer Betrieb) | 3,500                              | Holzstofffabrik         | 638 m                |
| |                                    |                         |                      |
| Quellen: |                                    |                         |                      |

Die Kinsauer Zahnradbahn war eine Werksbahn auf dem Gebiet der oberbayerischen Gemeinde Kinsau. Sie verband die Holzstofffabrik Kinsau der Aktiengesellschaft Papierfabrik Hegge mit dem Bahnhof Kinsau an der Bahnstrecke Landsberg–Schongau. Die 3,5 Kilometer lange, in Normalspur ausgeführte Anschlussbahn wurde 1907 eröffnet. Aufgrund der starken Steigung am Steilhang des Lechs war sie auf einem Teilabschnitt mit einer Zahnstange des Systems Riggenbach ausgestattet und war damit die erste Zahnradbahn im Königreich Bayern. 1929 wurde sie aufgrund der Einstellung der Holzstoffproduktion stillgelegt.

## Geschichte

### Planung und Bau
Anfang 1898 erwarb die Aktiengesellschaft Papierfabrik Hegge eine südlich des Ortes Kinsau am Lech gelegene Sägemühle und errichtete dort ab 1905 eine über ein Kanalkraftwerk betriebene Fabrik zur Herstellung von Holzstoff. Für den Abtransport des Rohmaterials zur Weiterverarbeitung in Hegge sah die Papierfabrik den Bau einer werkseigenen, normalspurigen Anschlussbahn vor. Die Anbindung an das Staatseisenbahnnetz sollte im zwei Kilometer westlich gelegenen Bahnhof Kinsau an der Lokalbahn Landsberg–Schongau erfolgen, der 75 Höhenmeter über der Holzstofffabrik lag. Da für eine Adhäsionsbahn die Neigung entlang des Lechsteilhangs zu stark war, wurde die Strecke abschnittsweise als Zahnradbahn geplant. Am 7. Februar 1906 stellte die AG Papierfabrik Hegge den Bauantrag für die Anschlussbahn, der am 15. Juli 1906 genehmigt wurde.
Die Bauarbeiten begannen direkt nach der Erteilung der Baugenehmigung im Juli 1906. Mit der Errichtung der Gleisanlagen und der Lieferung einer Zahnradlokomotive wurde die Maschinenfabrik Esslingen beauftragt. Für die Trasse war die Erstellung eines Bahndammes und mehrerer Einschnitte erforderlich; oberhalb des Lechhanges wurde eine Feldwegbrücke über die Bahn errichtet. Der Oberbau wurde verhältnismäßig einfach ausgeführt; die Schienen entsprachen dem bei Schmalspurbahnen üblichen Profil VII der Bayerischen Staatseisenbahnen. Der Steilstreckenabschnitt erhielt eine Leiterzahnstange der Bauart Riggenbach, die mit Betonfundamenten im Abstand von 18 Metern im Hang befestigt wurde. Neben den beiden Endbahnhöfen entstand in der Streckenmitte ein Abstellgleis, das als Rangierbahnhof bezeichnet wurde.
Drei Tage nach dem Produktionsbeginn in der Holzstofffabrik lieferte die Maschinenfabrik Esslingen am 15. Februar 1907 die Zahnradlokomotive. Da bei der Abnahmeprüfung jedoch das Fehlen von Schienenräumern und einer Glocke bemängelt wurde, konnte der Betrieb nicht aufgenommen werden. Die AG Papierfabrik Hegge musste den am 12. Februar 1907 begonnenen Holzstofftransport zum Bahnhof Kinsau zunächst mit Pferdefuhrwerken durchführen. Nach Beseitigung der technischen Mängel an der Lokomotive nahm die Papierfabrik schließlich am 26. Juli 1907 den Betrieb auf der Anschlussbahn auf.

### Betrieb und Stilllegung
Täglich konnten über die Werksbahn drei bis vier Güterwagen mit Holzstoff abgefertigt werden. Die geringe Transportleistung war auf die niedrige zulässige Höchstgeschwindigkeit und Maximallast zurückzuführen: Auf dem Zahnstangenabschnitt war eine Höchstgeschwindigkeit von 6 km/h erlaubt, während auf dem Reibungsabschnitt 10 km/h zugelassen waren. Im Zahnradbetrieb konnte die Lokomotive bergauf einen Wagen, talwärts zwei Wagen transportieren. Ein Zug war mit drei Personen besetzt, einem Lokomotivführer, einem Heizer und einem Bremser, der zugleich als Rangierer arbeitete.
Am 8. Mai 1908 rollten zwei leere Wagen aus dem Rangierbahnhof die Strecke zum Lech hinunter und wurden am Streckenende bei der Holzstofffabrik zertrümmert, wobei ein erheblicher Personen- und Sachschaden entstand. Nach diesem Unfall war es nur noch erlaubt, die Lokomotive talseitig des Zuges einzusetzen, sodass die Wagen bergauf geschoben werden mussten. Dafür baute die AG Papierfabrik Hegge die Gleisanlagen des Rangierbahnhofs um und installierte eine Sperrschwelle, um das unbeabsichtigte Hinunterrollen von Wagen zukünftig zu verhindern.
Da die Lokomotive zum Teil überlastet war und es keine geschützte Abstellmöglichkeit gab, verschlechterte sich ihr Zustand. Um während der mehrmonatigen Revisionen den Fahrbetrieb nicht zu unterbrechen, beschaffte die AG Papierfabrik Hegge 1913 eine zweite Zahnradlokomotive bei der Lokomotivfabrik Krauss & Comp. Für die beiden Lokomotiven errichtete die Papierfabrik 1913 am unteren Streckenende einen Lokomotivschuppen.
Aufgrund der geringen Transportleistung und der hohen Unterhaltskosten der Zahnradbahn wurde der Betrieb der Holzstofffabrik nach dem Ersten Weltkrieg zunehmend unwirtschaftlich. 1928 stellte die AG Papierfabrik Hegge die Holzstoffproduktion ein und nutzte das Wasserkraftwerk am Lech fortan ausschließlich zur Stromerzeugung. Mit dem Wegfall des Holzstofftransports wurde die Anschlussbahn nicht länger benötigt; die letzte Transportfahrt fand im Mai 1929 statt. Am 20. August 1929 beantragte die AG Papierfabrik Hegge bei der Deutschen Reichsbahn die Sperrung des Gleisanschlusses in Kinsau. 1932 wurden die Gleisanlagen demontiert und wenig später die Feldwegbrücke bei einer Militärübung gesprengt. Der Lokomotivschuppen als letztes verbliebenes Bauwerk der Strecke wurde Ende der 1980er Jahre beim Neubau des Wasserkraftwerks abgebrochen. Am Lechsteilhang sind noch einige Betonfundamente der Zahnstangenbefestigung vorhanden.

## Streckenbeschreibung

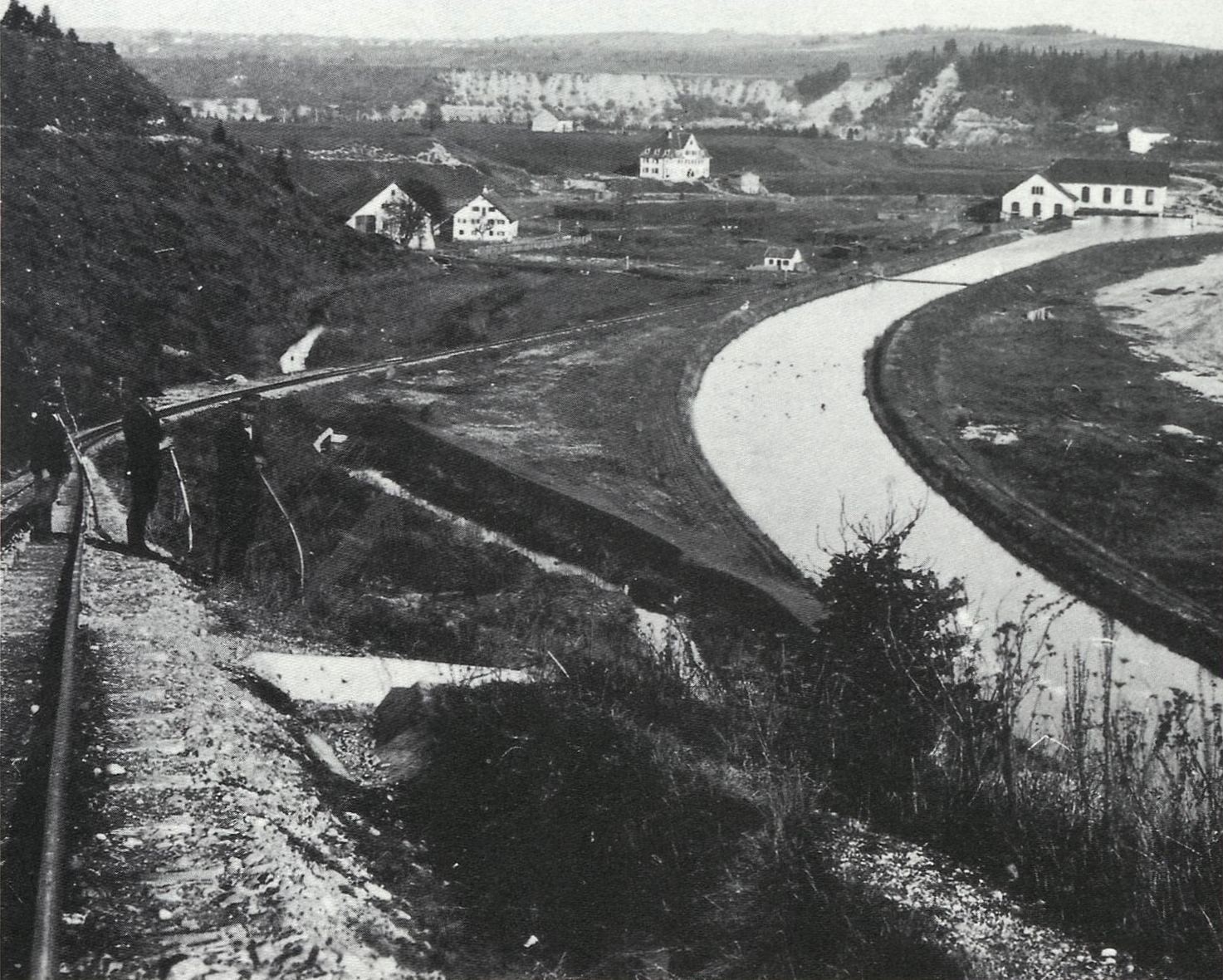
Zahnstangenabschnitt am Lechsteilhang, im Hintergrund rechts die Holzstofffabrik (1910)

Die Werksbahn begann am Bahnhof Kinsau auf einem Stumpfgleis südlich des Empfangsgebäudes. Über eine Weichenverbindung bei Streckenkilometer 0,1 wurden die mit Holzstoff beladenen Güterwagen auf die Gleise der Staatsbahn überstellt, um in die Güterzüge auf der Bahnstrecke Landsberg–Schongau eingereiht zu werden. Am südlichen Bahnhofskopf bog die Strecke nach Osten ab und lief auf den Ort Kinsau zu. Am südlichen Ortsrand von Kinsau schwenkte sie wieder direkt nach Süden ab. In diesem Bogen bei Kilometer 1,7 befand sich der sogenannte Rangierbahnhof. Er bestand zunächst aus einem beidseitig angebundenen Abstell- und Umfahrgleis, das der Abstellung von Güterwagen sowie der Zerlegung und Zusammenstellung der Züge diente. Da nach dem Unfall 1908 die Lokomotive nur noch talseitig des Zuges fahren durfte, erhielt die Anlage anstelle des beidseitig angebundenen Gleises zwei einseitig in Richtung Holzstofffabrik angebundene Stumpfgleise.
Etwa 500 Meter weiter bog die bisher nach Süden führende Strecke in einem Geländeeinschnitt nach Nordosten ab und erreichte den Lechsteilhang. Hinter einer kleinen Brücke eines Feldwegs begann bei Kilometer 2,612 der 383,45 Meter lange Zahnstangenabschnitt, auf dem die Strecke mit einer Neigung von bis zu 150 ‰ zum Lech hinunterführte. Am Ende des Zahnstangenabschnitts bei Kilometer 2,996 querte der Quellenkanal in einem Durchlass den Bahndamm. Am Ufer des Oberwasserkanals befand sich westlich der Holzstofffabrik und des Turbinenhauses der zweigleisige Endbahnhof, der mit einer Gleiswaage und einer Laderampe ausgestattet war. Nördlich des Fabrikgebäudes liefen die beiden Gleise zu einem Ausziehgleis zusammen, das ab 1913 bei Kilometer 3,5 in einem einständigen gemauerten Lokomotivschuppen endete.

## Fahrzeuge
Für den Betrieb auf der Zahnradbahn lieferte die Maschinenfabrik Esslingen 1907 eine zweiachsige Nassdampf-Tenderlokomotive der Bauart Ba n2t mit der Fabriknummer 3379. Adhäsions- und Zahnradantrieb der Lokomotive waren dauerhaft gekuppelt; die Kraft wurde über die Zahnradachse auf die Treibachsen übertragen. Ihre werksseitig höher angesetzte Höchstgeschwindigkeit wurde durch die Betriebsvorschriften der Anschlussbahn auf 10 km/h im Reibungsbetrieb und 6 km/h im Zahnradbetrieb begrenzt. Weitgehend baugleiche Lokomotiven hatte die Maschinenfabrik Esslingen zuvor bereits an den Eschweiler Bergwerks-Verein, den Bochumer Verein und die Zuckerfabrik Weferlingen geliefert. Nach der Anschaffung der Zahnradlokomotive von Krauss diente die Esslinger Lokomotive nur noch als Reserve. Über ihren weiteren Verbleib ist nichts bekannt.
1913 lieferte die Lokomotivfabrik Krauss & Comp. eine zweite zweiachsige Tenderlokomotive der Bauart Ba n2t. Das Einzelstück mit der Fabriknummer 6749 wurde von Krauss als Typ Zf bezeichnet. Anders als bei der Esslinger Lokomotive war ihr Kessel für den Betrieb auf dem Steigungsabschnitt um einige Grad nach vorne geneigt. Nach der Stilllegung der Kinsauer Zahnradbahn 1929 verkaufte die AG Papierfabrik Hegge die Lokomotive 6749 an die Papierfabrik Albbruck. Die Lokomotive wurde auf das Zahnradsystem Abt umgebaut und kam bis zu ihrer Ausmusterung 1965 auf der dortigen Werksbahn zum Einsatz.
| Maschinenfabrik Esslingen 3379 | Maschinenfabrik Esslingen 3379    |
| ------------------------------ | --------------------------------- |
|                                |                                   |
| Anzahl:                        | 1                                 |
| Hersteller:                    | Maschinenfabrik Esslingen         |
| Baujahr(e):                    | 1906                              |
| Bauart:                        | Ba n2t                            |
| Spurweite:                     | 1435 mm (Normalspur)0             |
| Länge über Puffer:             | 6205 mm                           |
| Höhe:                          | 3360 mm                           |
| Breite:                        | 2015 mm                           |
| Gesamtradstand:                | 1850 mm                           |
| Leermasse:                     | 14,98 t                           |
| Dienstmasse:                   | 18,16 t                           |
| Radsatzfahrmasse:              | 16 t                              |
| Höchstgeschwindigkeit:         | Adhäsion: 10 km/h Zahnrad: 6 km/h |
| Anfahrzugkraft:                | 5 t                               |
| Treibraddurchmesser:           | 770 mm                            |
| Zahnradsystem:                 | Riggenbach                        |
| Anzahl Antriebszahnräder:      | 1                                 |
| Größe Zahnräder:               | 764 mm                            |
| Zylinderanzahl:                | 2                                 |
| Zylinderdurchmesser:           | 320 mm                            |
| Kolbenhub:                     | 400 mm                            |
| Kesselüberdruck:               | 12 atm                            |
| Rostfläche:                    | 0,83 m²                           |
| Verdampfungsheizfläche:        | 37,73 m²                          |

| Krauss 6749               | Krauss 6749                       |
| ------------------------- | --------------------------------- |
|                           |                                   |
| Anzahl:                   | 1                                 |
| Hersteller:               | Krauss & Comp.                    |
| Baujahr(e):               | 1913                              |
| Bauart:                   | Ba n2t                            |
| Spurweite:                | 1435 mm (Normalspur)0             |
| Länge über Puffer:        | 7745 mm                           |
| Gesamtradstand:           | 2800 mm                           |
| Leermasse:                | 24 t                              |
| Dienstmasse:              | 30 t                              |
| Höchstgeschwindigkeit:    | Adhäsion: 10 km/h Zahnrad: 6 km/h |
| Treibraddurchmesser:      | 962 mm                            |
| Zahnradsystem:            | Riggenbach                        |
| Anzahl Antriebszahnräder: | 1                                 |
| Größe Zahnräder:          | 955 mm                            |
| Zylinderanzahl:           | 2                                 |
| Zylinderdurchmesser:      | 440 mm                            |
| Kolbenhub:                | 540 mm                            |
| Kesselüberdruck:          | 12 atm                            |
| Rostfläche:               | 1,2 m²                            |
| Verdampfungsheizfläche:   | 65 m²                             |
| Wasservorrat:             | 2500 kg                           |
| Brennstoffvorrat:         | 700 kg Kohle                      |